# Lucciola
Lucciola er en italiensk stumfilm fra 1917 af Augusto Genina.

## Medvirkende
- Oreste Bilancia
- Francesco Cacace
- Emilia Giorgi
- Helena Makowska
- Fernanda Negri Pouget